# Piroxicam
Piroxicam é um medicamento anti-inflamatório não-esteroide usado para aliviar os sintomas da artrite reumatoide e osteoartrite, dor menstrual (dismenorreia primária), dor pós-operatória e dores lombares (lombalgia). Também é usado na medicina veterinária para tratar algumas neoplasias, como o câncer de bexiga, cólon e próstata. 
É vendido no mercado brasileiro sob as marcas Feldene, Inflamene e Floxicam e em Portugal com a marca Feldene dos laboratórios Pfizer.

## Administração
Somente disponível para via oral em doses de 20mg. Possui efeito prolongado, podendo ser tomado apenas uma vez por dia, ao contrário de outros anti-inflamatório não-esteroides que devem ser tomados de 3 a 6 vezes por dia.

## Mecanismo de ação
Piroxicam é um AINE e, dessa maneira, é um inibidor não-seletivo da ciclooxigenase(COX) e também inibe a ativação de neutrófilos. O bloqueio das resposta inflamatória, serve para diminuir a dor e a febre.

## Farmacocinética
É rapidamente absorvido, mas as maiores concentrações sanguíneas só são alcançadas entre 3-5 horas depois. Após uma semana de doses repetidas, ocorre acumulação do fármaco nos tecido e equilíbrio das concentrações plasmáticas. Faz 99% de ligação a proteínas. A biodisponibilidade no líquido sinovial é de 40%. O piroxicam é passa por circulação entero-hepática, com uma meia-vida de cerca de 50 horas, uma das mais longas entre os analgésicos. A eliminação é 60% renal e 95% é inativado.

## Efeitos colaterais
Os efeitos indesejados mais comuns são os gastrointestinais (3 a 6%):
- Dor abdominal
- Náusea e vômito
- Perda de apetite
- Diarreia ou constipação
- Gastrite
- Úlcera péptica
- Hemorragia gastrointestinal
- Flatulência

Cerca de 3% sofrem com erupções cutâneas, 2% com edema periférico (inchaço das pernas) e 1% sofrem problemas renais diversos.
Categoria C nos primeiros seis meses de gravidez e D no último trimestre. Pode causar danos renais, gastrointestinais e vasculares no feto.